# 김종한 (조선귀족)
김종한(金宗漢, 1844년 ~ 1932년)은 구한말의 고위관료이며 일제강점기의 조선귀족이다. 아호는 유하(游霞)이다.

## 생애
신 안동 김씨(新 安東 金氏) 가문에서 친아버지 김계진과 친어머니 안동 권씨 아들로 태어나 김경진에게로 입적되었다. 양아버지 김경진은 안동 김씨가 세도 정치를 펼칠 때 이조판서를 지낸 인물이다. 김종한은 순종의 장인이자 친일파로 유명한 윤택영과 윤덕영 형제에게는 외사촌 형이 된다.
젊었을 때에는 개화파에 참가하여 갑오경장 당시 군국기무처 회의원으로서 김홍집의 친일 내각과 함께 개혁을 추진했고, 예조판서, 궁내부대신 등으로 요직을 맡았다. 김구가 남긴 기록 등에 따르면, 김종한은 개화파로 활동할 당시 안중근의 아버지 안태훈과 교분이 있었다.
김종한은 개화파 청년으로 정치를 시작했으나 자신을 기용해준 김홍집 내각이 붕괴하고 아관파천으로 친러파가 집권하는 등의 정세 변화에도 변함없이 고위직에 머무르면서 시류에 영합하는 모습을 보였으며, 명문 양반가 출신답지 않게 본래 이재(理財)에도 밝아 독특한 면모를 보였다. 관직에 있으면서도 일찍부터 현직 고관이라는 신분과는 잘 어울리지 않는 고리대금업으로 수익을 올리고 있었다.
이러한 자질을 살려 1896년 조선은행, 1903년 한성은행에 참여하여 근대적인 은행업에 발을 들여놓게 되었다. 이 과정에서 그는 일본의 금융 자본과 유착하게 되었고, 89세까지 장수하는 가운데 일제의 매판자본으로 많은 재산을 축적했다.
한일 병합 조약 체결 전후에 친일 단체를 결성하여 병합을 위한 여러 활동을 벌였다. 1909년 일본의 신토를 숭상하는 친일단체 신궁봉교회(神宮奉敎會)를 조직했고, 그해 국민연설회에도 참가했다. 당시 이완용 계열과 이용구 계열은 한일 병합 조약 체결을 놓고 공로 경쟁을 벌이고 있었는데, 그는 이완용 계열에 가담했다. 이듬해에는 역시 이완용이 조종해 설립한 친일 단체인 정우회 총재를 맡았다.
1910년 한일 병합 이후 병합에 협조한 공로를 인정받아 남작의 작위를 받았다.

## 사후
2002년 발표된 친일파 708인 명단과 2008년 민족문제연구소에서 친일인명사전에 수록하기 위해 정리한 친일인명사전 수록예정자 명단에 자신의 작위를 습작 받은 양손자 김세현과 함께 선정되었다. 2007년 대한민국 친일반민족행위진상규명위원회가 발표한 친일반민족행위 195인 명단에도 들어 있다.

## 가족 관계
- 친조부 : 김대균(金大均)
  - 아버지 : 김경진(金敬鎭)
  - 어머니 : 이정완(李正完)의 딸
  - 친아버지 : 김계진(金啓鎭)
  - 친어머니 : 권용경(權用經)의 차녀
    - 아들 : 김口동(金口東)
      - 손자 : 김세현

  - 양가 서제 : 김영한(金榮漢, 1857년 ~ 1927년)
- 정우회

## 참고 자료
- 반민족문제연구소 (1993년 2월 1일). 〈김종한 : 고리대금업으로 치부한 매판자본의 선두주자 (장석흥)〉. 《친일파 99인 1》. 서울: 돌베개. ISBN 9788971990117.